# Ангијари
Ангијари (итал. Anghiari) је насеље у Италији у округу Арецо, региону Тоскана.
Према процени из 2011. у насељу је живело 2784 становника. Насеље се налази на надморској висини од 399 м.

## Становништво
Према резултатима пописа становништва 2011. у општини је живело 5.672 становника.
| 1931. | 1936. | 1951. | 1961. | 1971. | 1981. | 1991. | 2001. | 2011. |
| ----- | ----- | ----- | ----- | ----- | ----- | ----- | ----- | ----- |
| 8.517 | 8.382 | 8.528 | 7.028 | 6.002 | 6.078 | 5.877 | 5.860 | 5.672 |

## Партнерски градови
- Ла Плата
- Beit Sahour